# Cheirinia helvetica
Cheirinia helvetica là một loài thực vật có hoa trong họ Cải. Loài này được (Jacq.) Link mô tả khoa học đầu tiên năm 1831.